# Miroslavské Knínice (zámek)

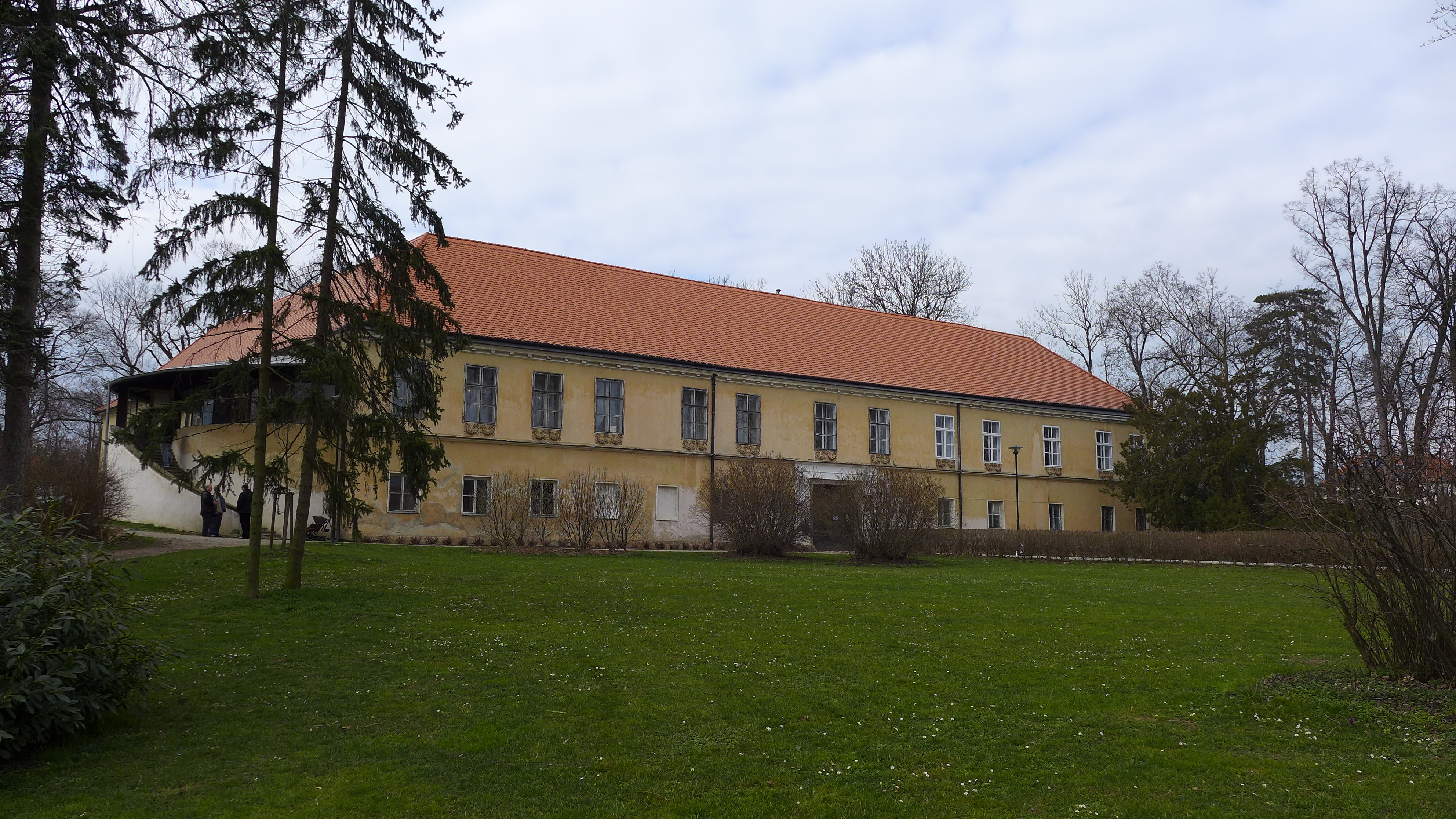
Zámek Miroslavské Knínice

Zámek Miroslavské Knínice se nachází ve stejnojmenné obci Miroslavské Knínice v okrese Znojmo. Původně se jednalo o tvrz s vodním příkopem, jež byla poprvé písemně zmíněna roku 1262. Je obklopen parkem, v němž stojí kostel sv. Mikuláše. Zámek je majetkem obce a sídlí v něm obecní úřad. Je zapsán v seznamu kulturních památek.

## Historie
Tvrz v Miroslavských Knínicích je poprvé nepřímo zmíněna v listinách z roku 1262, v nichž figuruje jméno majitele tvrze Jaroslava z Knínic, který náležel do rodu pánů z Plavče. Dalším poměrně významným členem rodu pánů z Knínic byl Jaroslav z Knínic, který v 2. pol. 14. stol. zastával úřad hofmistra u dvora markraběte Jana Jindřicha Lucemburského, mladšího bratra císaře Karla IV. Ten si však někdy kolem roku 1370 nechal vystavět honosnější hrad Lamberk u řeky Oslavy a knínickou tvrz prodal roku 1364 Jimranovi z Jakubova z rodu pánů z Pernštejna.
V roce 1715 zasáhl obec Miroslavské Knínice velký požár, budovu zámku však pravděpodobně nezasáhl. Od roku 1752 je majitelem knínického panství rakouský politik Bedřich Vilém Haugwitz, který zastával úřad rádce a ministra císařovny Marie Terezie. Zámek se v těchto dobách nacházel ve velmi dobrém stavu, protože Haugwitz jej údajně často navštěvoval při svých cestách do Vídně. Rod Haugwitzů měl knínický zámek v držení pouze do roku 1799, kdy byl za 54 000 zlatých prodán.
V roce 1890 se majiteli zámku stali manželé Mořic a Hermína Scholzovi. Hermína Scholzová však roku 1895 ovdověla, a tak se v roce 1899 provdala za vídeňského chirurga MUDr. Mořice Schustlera. Hermína Scholzová (1861–1941), později Schustlerová, byla zároveň poslední majitelkou knínického zámku. Přežila oba své syny – Jana Scholze a Mořice Schustlera. Za zmínku jistě stojí, že oba její mužští potomci zastávali za 2. světové války zcela odlišný postoje. Jan Scholz, který s matkou spravoval knínické panství, se stal zastáncem nacistického Německa a jeho synové vstoupili do Wehrmachtu. Mořic Schustler, který hospodařil na statku v Dolním Rakousku, byl naopak údajně monarchista a zapojil se i do protinacistického odboje. Jelikož poslední majitelé zámku byli německé národnosti, byl knínický zámek i velkostatek v červenci 1945 zkonfiskován ve prospěch státu. Poté byl od roku 1947 v držení Místního národního výboru v Miroslavských Knínicích.

## Současnost
V roce 1995 se vedení obce rozhodlo nevyužitou budovu zámku prodat, z prodeje však nakonec sešlo. V roce 2001 byla dokončena rekonstrukce střešní krytiny, celkové rekonstrukce se však zámek prozatím nedočkal. V současné době se v prostorách zámku nachází kanceláře obecního úřadu, zázemí pro kulturní akce, archiv obecního úřadu, knihovna a stará sokolovna.

## Popis budovy
Jedná se o jednopatrovou dvoutraktovou budovu, jejíž čtyři křídla vytváří lichoběžníkové nádvoří. Vnější fasády jsou členěny kordonovou římsou. Zámecké nádvoří v přízemí obíhá chodba s pilířovými arkádami. První písemné zmínky o stavebních úpravách pochází až z 20. let 18. století. V té době byly zámecké prostory vybaveny zčásti novým mobiliářem. Podle pramenů se na zámku nacházela také malá soukromá kaple. Přibližně v letech 1809-1838 byly provedeny klasicistní změny. V roce 1930 zámek prohlížel pracovník Státního památkového úřadu a konstatoval, že budova je velmi dobře udržována a historicky velmi cenná.

## Galerie

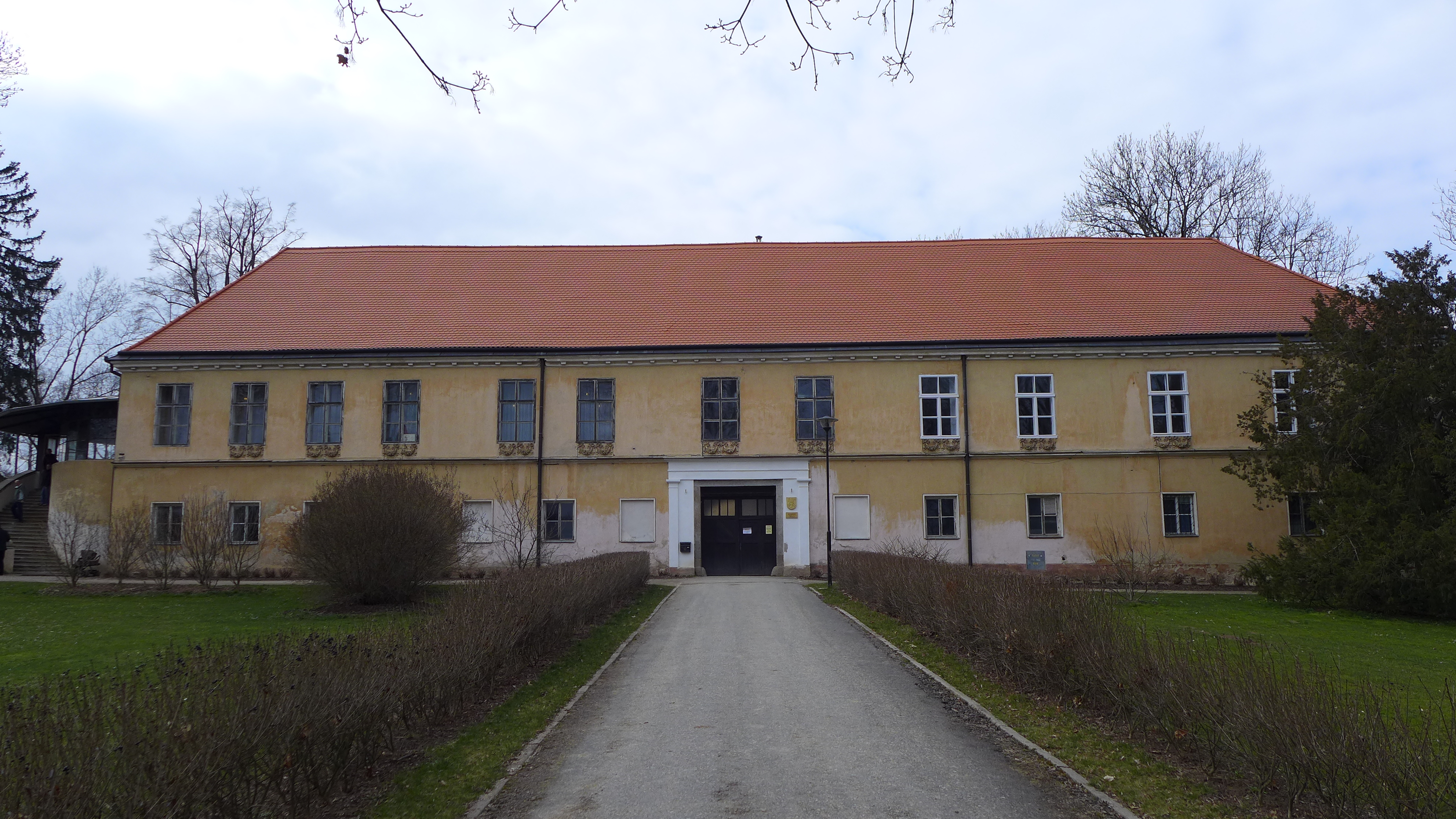
Zámek 1
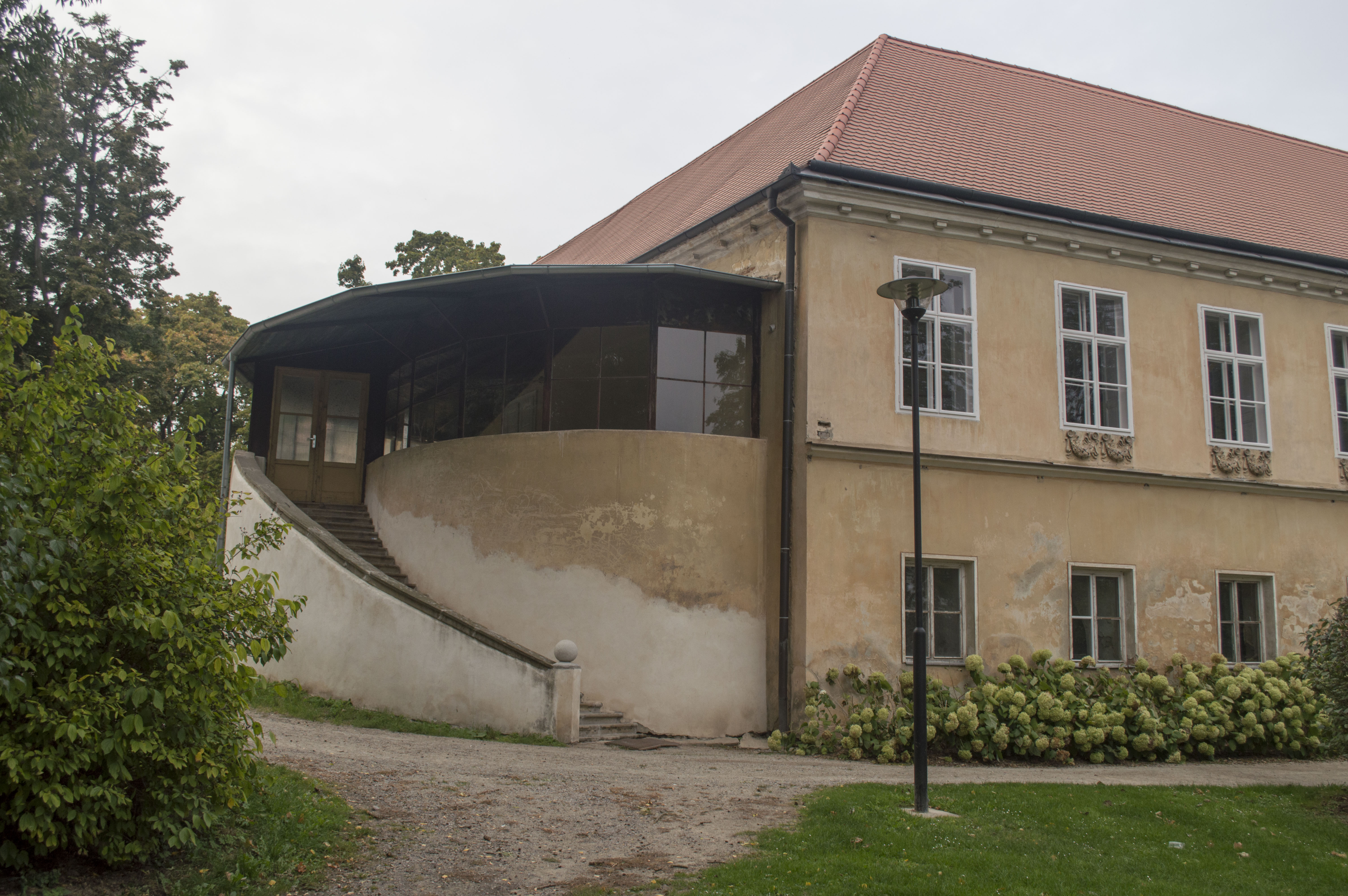
Zámek 2
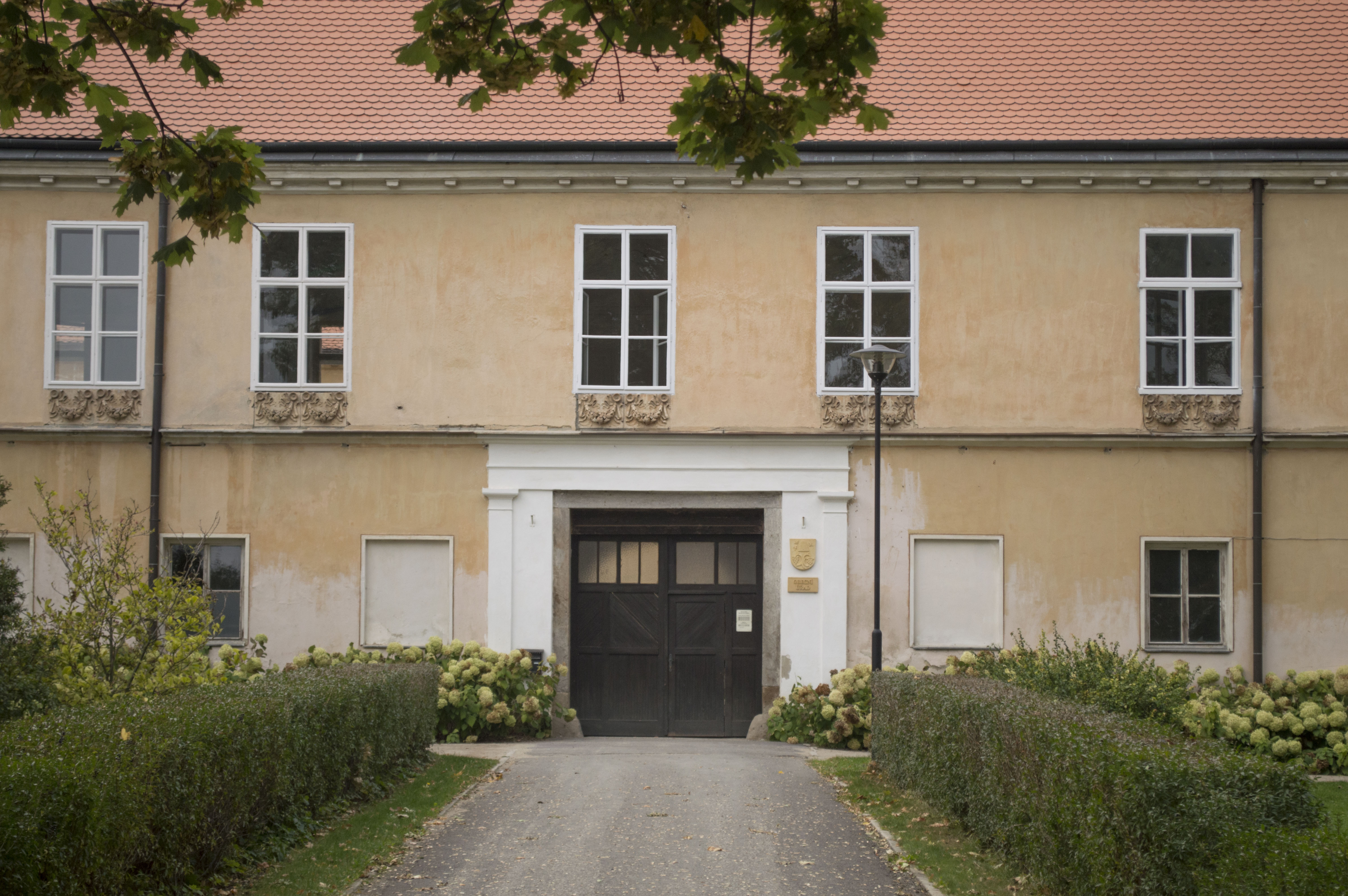
Hlavní vstup do zámku
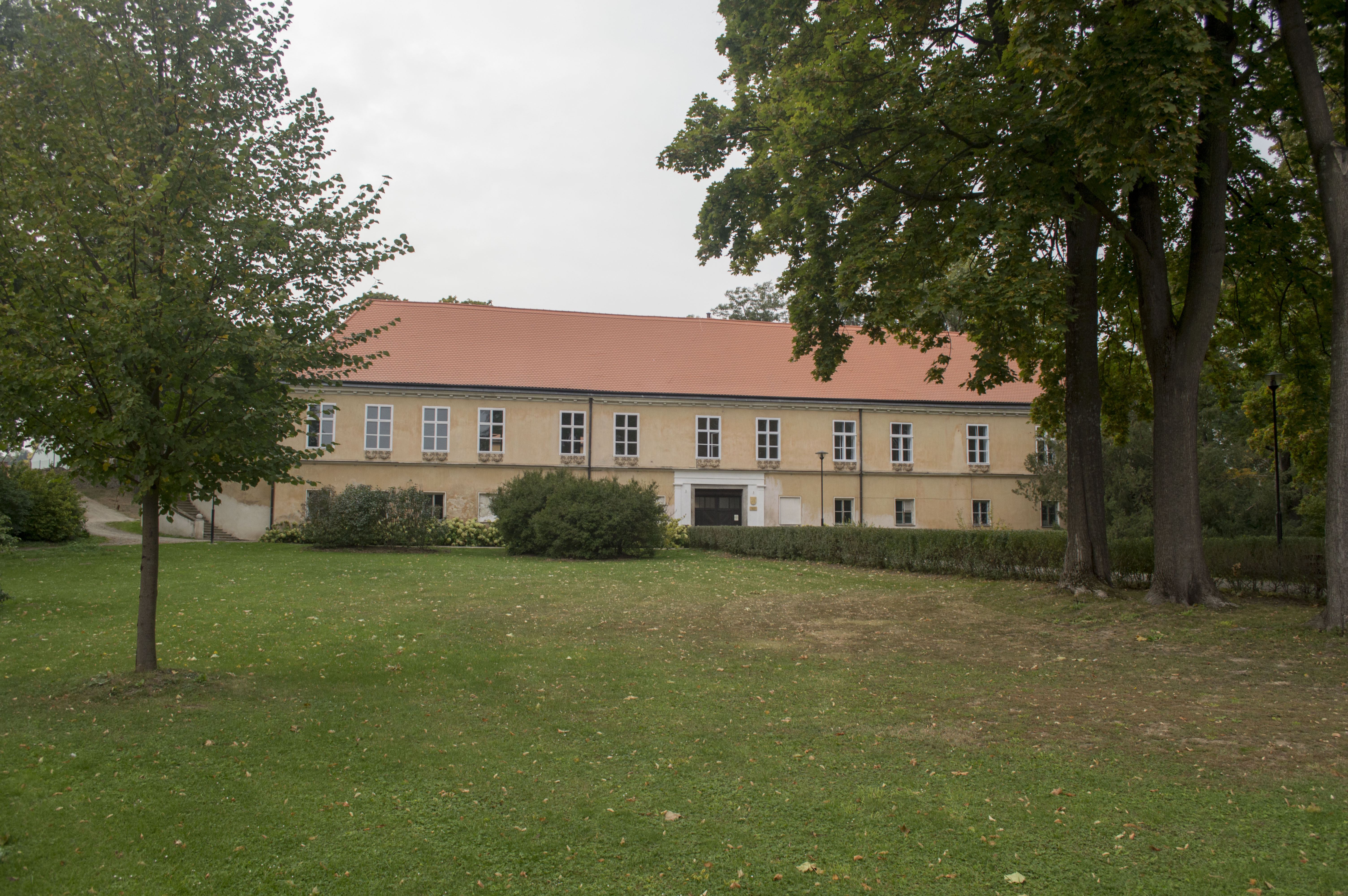
Pohled ze zámeckého parku
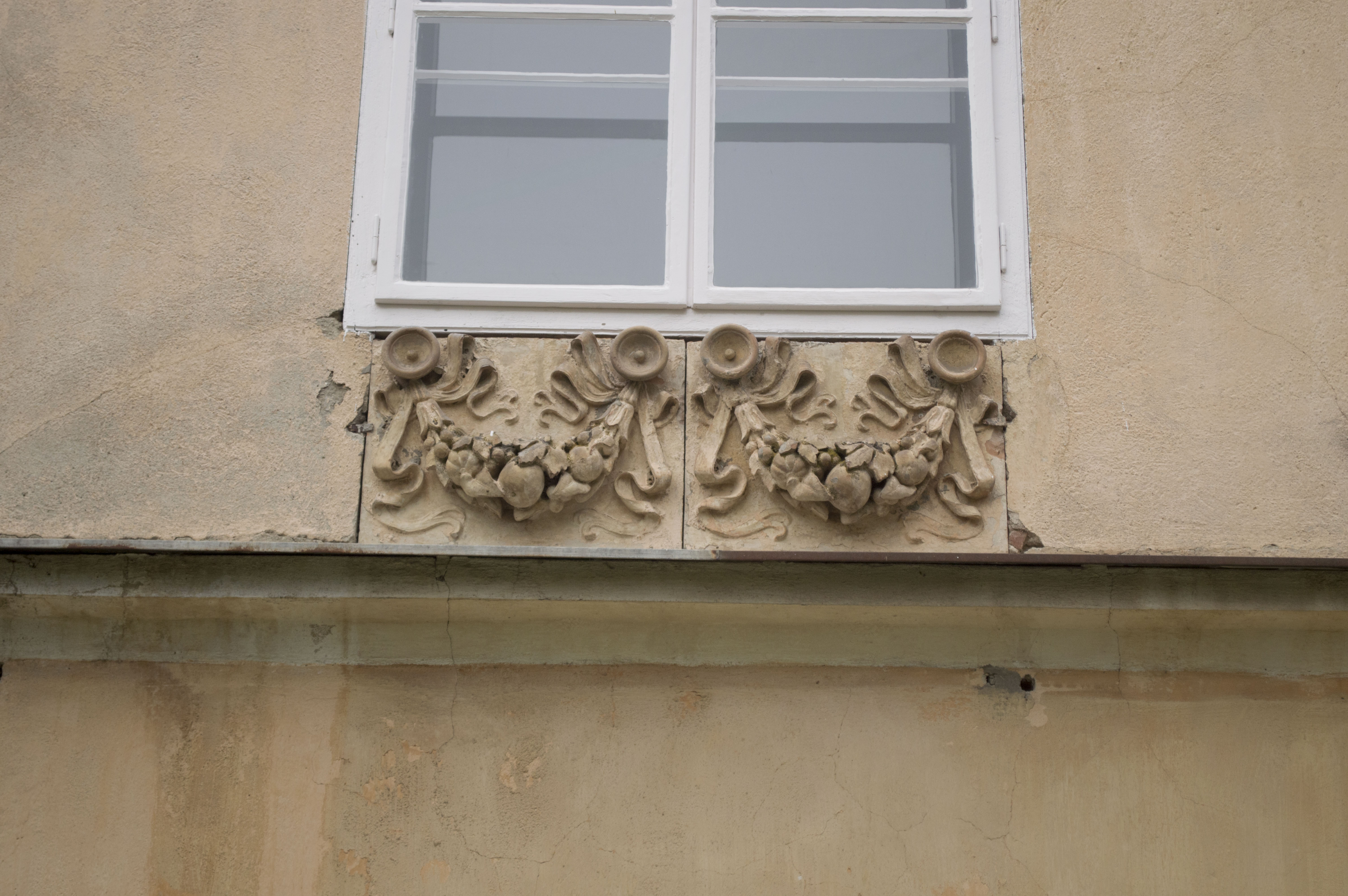
Girlandy pod okny, zbytek původního členění fasády.
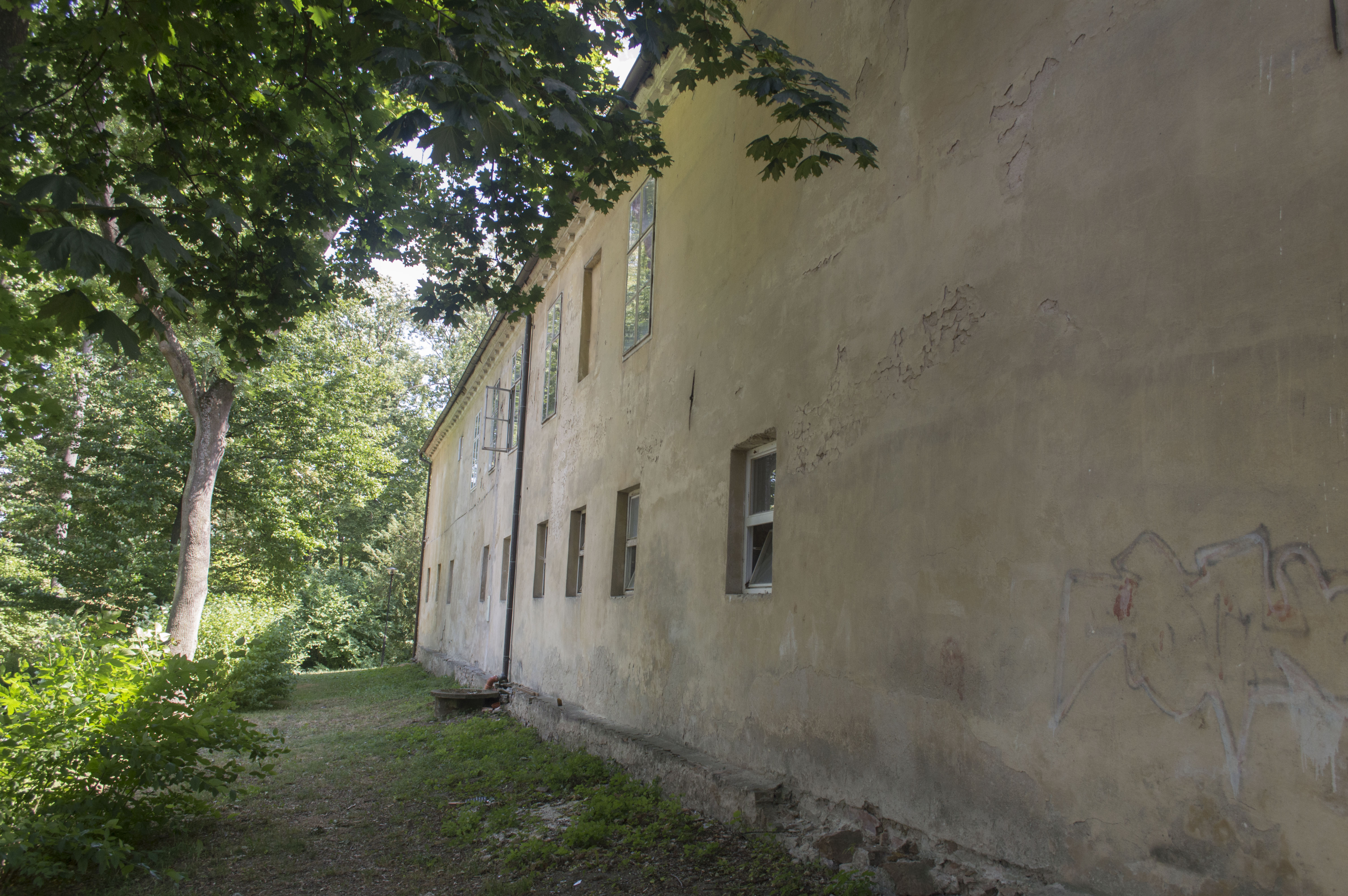
Zadní křídlo zámku
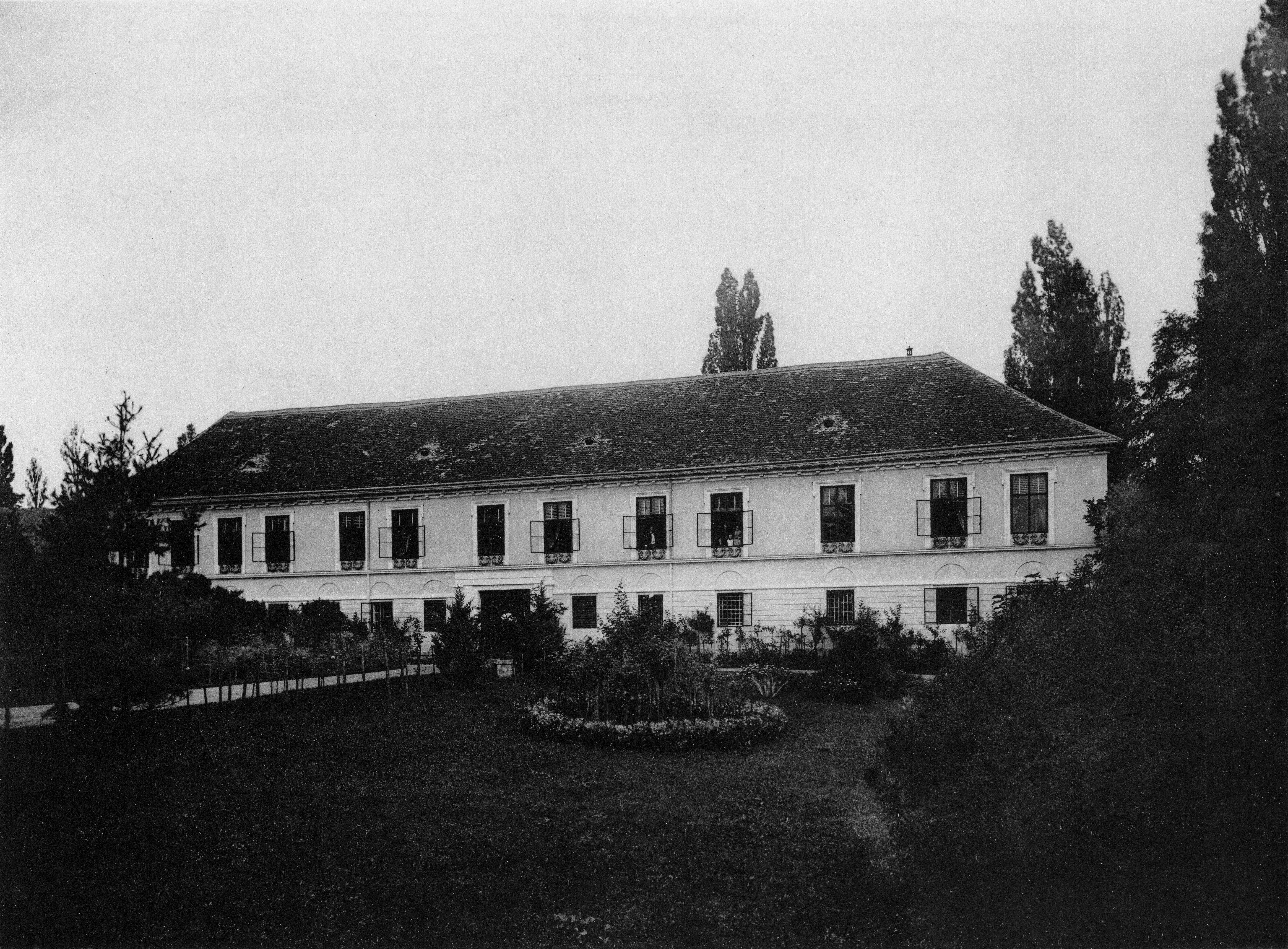
Zámek v roce 1888
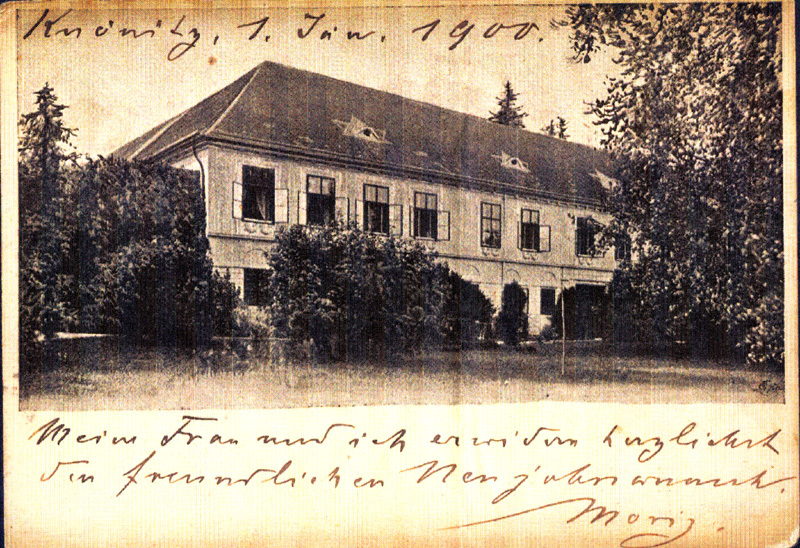
Zámek na přání z roku 1900